# Amos J. Cummings

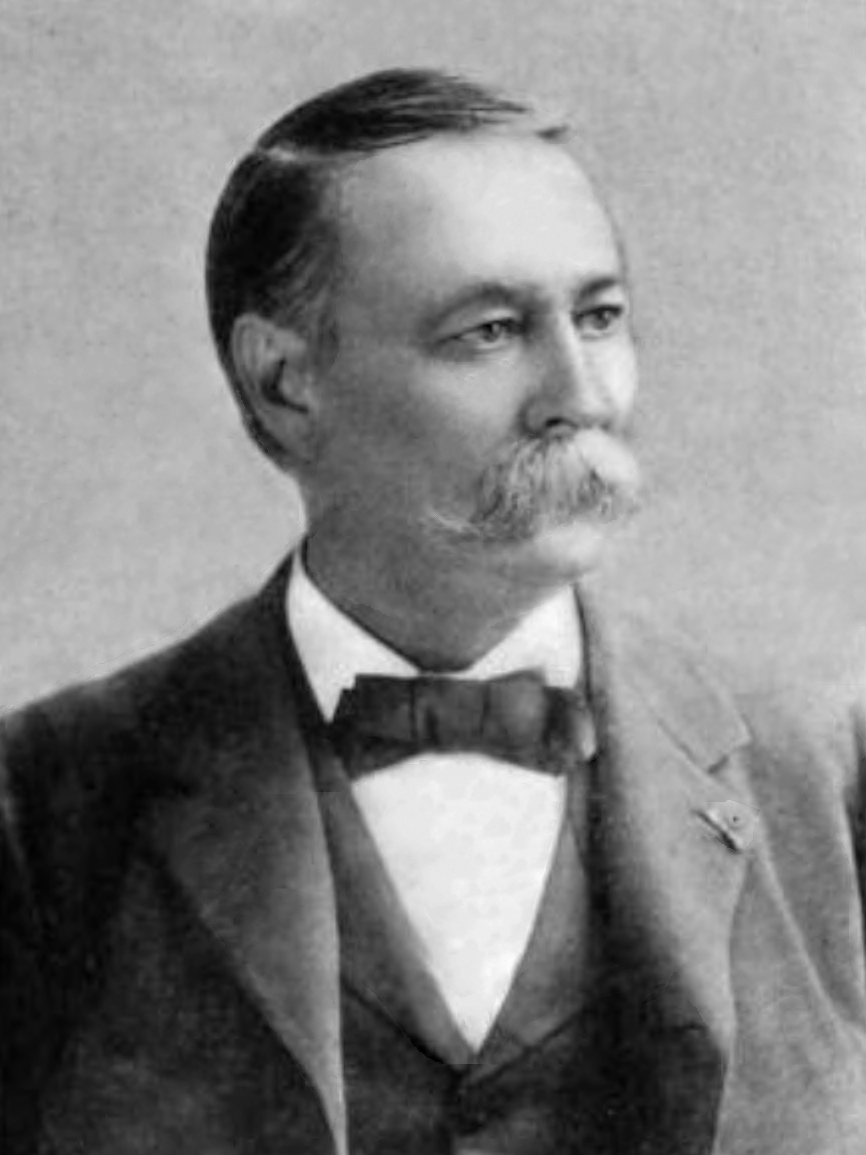
Amos J. Cummings

Amos Jay Cummings (* 15. Mai 1841 in Conklin, New York; † 2. Mai 1902 in Baltimore, Maryland) war ein US-amerikanischer Offizier, Redakteur und Politiker. Er vertrat zwischen 1887 und 1889, dann zwischen 1889 und 1894 und zuletzt zwischen 1895 und 1902 den Bundesstaat New York im US-Repräsentantenhaus.

## Werdegang

### Vor dem Sezessionskrieg
Amos Jay Cummings wurde ungefähr fünf Jahre vor dem Ausbruch des Mexikanisch-Amerikanischen Krieges in Conklin geboren und wuchs dort auf. In dieser Zeit besuchte er Gemeinschaftsschulen und begann dann mit 12 Jahren eine Lehre zum Drucker. Er nahm im Oktober 1858 unter der Führung von William Walker an der Invasion in Nicaragua teil.

### Während des Sezessionskrieges
Cummings verpflichtete sich während des Bürgerkrieges am 1. September 1862 in der Unionsarmee. Am 18. September 1862 kam er als Private in die Kompanie E der 26. New Jersey Volunteer Infanterie (Army of the Potomac). Er wurde dann am 6. März 1863 zum Sergeant Major befördert. Im Mai 1863 nahm er mit seiner Einheit an der Schlacht bei Chancellorsville teil. Als Folge seiner außergewöhnlichen Leistungen, die er bei dieser Schlacht am 4. Mai an der Salem Church bei Fredericksburg (Virginia) aufzeigte, wurde ihm am 27. März 1894 die Tapferkeitsmedaille (Civil War Medal of Honor) nachträglich verliehen. Die Zitation hierfür lautet:

„Rendered great assistance in the heat of the action in rescuing a part of the field batteries from an extremely dangerous and exposed position.“

Cummings wurde am 27. Juni 1863 ausgemustert.

### Nach dem Sezessionskrieg
Danach war er zuerst als Redakteur bei der New York Tribune unter Horace Greeley tätig, dann bei der New York Sun und zuletzt bei dem New York Express. Im Laufe der Zeit erhielt er einen hervorragenden Ruf.
Politisch gehörte er der Demokratischen Partei an. Bei den Kongresswahlen des Jahres 1886 wurde er im sechsten Wahlbezirk von New York in das US-Repräsentantenhaus in Washington, D.C. gewählt, wo er am 4. März 1887 die Nachfolge von Nicholas Muller antrat. Da er auf eine erneute Kandidatur zwei Jahre später verzichtete, schied er nach dem 3. März 1889 aus dem Kongress aus. Allerdings wurde er am 5. November 1889 im neunten Wahlbezirk von New York in das US-Repräsentantenhaus gewählt, um dort die Vakanz zu füllen, die durch den Tod von Samuel S. Cox entstand. Nach einer erfolgreichen Wiederwahl kandidierte er im Jahr 1892 im elften Wahlbezirk von New York für einen Kongresssitz. Als Sieger trat er am 4. März 1893 die Nachfolge von John De Witt Warner an, gab allerdings am 21. November 1894 seinen Rücktritt bekannt. Als Kongressabgeordneter hatte er den Vorsitz über das Committee on Naval Affairs (53. Kongress). Er wurde am 5. November 1895 im zehnten Wahlbezirk von New York in das US-Repräsentantenhaus gewählt, um dort die Vakanz zu füllen, die durch den Tod von Andrew J. Campbell entstand. Cummings wurde drei Mal in Folge wiedergewählt. Er verstarb während seiner letzten Amtszeit am 2. Mai 1902 in Baltimore und wurde dann auf dem Clinton Cemetery in Irvington (New Jersey) beigesetzt.